# 措布西乡
措布西乡（藏語：ཚོ་བཞི་），是中华人民共和国西藏自治区日喀则市谢通门县下辖的一个乡镇级行政单位。

## 行政区划
措布西乡下辖以下地区：
查若村、聂日村、布美村、郎阿村、布堆村、夏木村和章巴村。